# Carbyne
Trong hóa học hữu cơ, carbyne là một thuật ngữ chung cho bất kỳ hợp chất nào có cấu trúc phân tử bao gồm một nguyên tử carbon điện trung tính có ba electron không liên kết, liên kết với một nguyên tử khác bởi duy nhất một liên kết. Một carbyne như vậy có công thức chung là R-C3• ; với R thuộc bất kì hóa trị nào, và chỉ số 3• chỉ ba electron không liên kết. Carbyne được đặt tên sau hợp chất đơn giản nhất, HC3•, hay còn gọi là gốc methylidyne.

## Cấu hình electron
Phân tử Carbyne thường được tìm thấy được ở trong trạng thái bộ đôi: các electron không liên kết trên carbon được sắp xếp như một gốc tự do (electron chưa căp; electron tự do) và một cặp electron, để lại một orbital nguyên tử trống rỗng, chứ không phải là một gốc ba (bộ tứ). Trường hợp đơn giản nhất là gốc CH, có một cấu hình electron 1σ2 2σ2 3σ2 1π. Ở đây orbital phân tử 1σ cơ bản là orbital nguyên tử carbon 1s, và 2σ là orbital liên kết C-H hình thành bởi chồng chéo orbital của một orbital lai carbon s-p với orbital hydro 1s. 3σ là một orbital không liên kết carbon chỉ dọc theo trục C-H đi từ hydro, trong khi có hai orbital không liên kết 1π vuông góc với trục C-H. Tuy nhiên, 3σ là một s-p lai có năng lượng thấp hơn so với orbital 1π, là p tinh khiết, vì thế 3σ được lấp đầy trước 1π. Gốc CH trong thực tế đồng electron với nguyên tử nitơ có ba electron tự do dựa theo Quy tắc Hund thứ nhất. Tuy nhiên nguyên tử nitơ có ba orbital p thoái hóa, trái ngược với gốc CH với sự lai hóa của một orbital (3σ) dẫn đến một sự khác biệt năng lượng.

## Bắt gặp
Một carbyne có thể được bắt gặp như một phản ứng trung gian ngắn ngủi. Ví dụ, fluoromethylidyne (XEM) có thể được phát hiện trong pha khí bằng cách soi quang phổ như là một trung gian trong sự quang hóa của CHFBr2.
Carbyne có thể đóng vai trò hóa trị ba phối tử (ligand) trong nhiều phức hợp với kim loại chuyển tiếp được kết nối với một kim loại bởi ba electron không liên kết trong nhóm -C3• . Ví dụ, hợp chất phối hợp Cl(CO)4W≡C-CH3, WBr(CO)2(2,2'-bipyridine)≡ C-aryl và WBr(CO)2(PPh3)2≡C-NR2. Một hợp chất như vậy có thể thu được bằng phản ứng wolfram hexacarbonyl W(CO)6 với lithi diisopropylamide để tạo thành (iPr2N)(OLi)C=W(CO)5. Sau đó phản ứng với oxalyl bromide hoặc triphenylphosphine dibromide kèm theo triphenylphosphine. Một phương pháp khác là đi phản một kim loại methoxy carbene với một axit Lewis.